# تور پارت دیو
تور پارت دیو (انگلیسی: Tour Part-Dieu) ساختمان اداری ۴۲ طبقه مستقر در شهر لیون، فرانسه است، که در سال ۱۹۷۷ احداث گردید.